# 杜桓 (成化進士)
杜桓，字八德，江西吉水縣人，富峪衛官籍，明朝政治人物。進士出身。

## 生平
早年出身國子生，乡试中举第一百三十名。成化十四年（1478年）戊戌科會試第三十五名，殿試登進士第三甲第一百四十三名。

## 家族
曾祖父杜玄德。祖父杜大鵬。